# Onthophagus taurus
Onthophagus taurus es una especie de coleóptero de la familia Scarabaeidae. Comúnmente llamado "escarabajo pelotero cornudo".
Miden 6.0 a 11.5 mm. Son negros o rojizos con un ligero brillo metálico en el dorso. Hay marcado dimorfismo sexual. Los machos de la mayoría de las especies tienen un par de cuernos.
Se los ha usado para degradar el estiércol del ganado, especialmente en Nueva Zelanda.

## Distribución geográfica
Habita en el paleártico: Eurasia (desde la península ibérica hasta Afganistán) y el Magreb. Ha sido intencionalmente introducido en Norteamérica.